# 360TV
360 TV fue un canal de televisión abierta argentino, transmitido desde la Ciudad Autónoma de Buenos Aires. El canal cerró sus emisiones en la Televisión digital terrestre en Argentina (TDA) el 20 de noviembre de 2020, siendo reemplazado por el canal latinoamericano Telesur.

## Historia
Originalmente lanzado el 18 de agosto de 2011, emitía programación enfocada al público femenino, cultura y noticias así como documentales pensados para su emisión en la televisión digital abierta; fue propiedad de Electroingeniería S.A.
El 7 de enero de 2013, se agregó a la grilla de programación de DirecTV, en el canal 728.
El 1 de septiembre de 2019, el canal pasó a ser operado por la Iglesia Universal del Reino de Dios y reemplazar toda su programación con espacios religiosos, además de eliminar cualquier tipo de identidad visual de la señal al dejar de promocionar su programación y no usar ningún separador con el nombre comercial del canal, el logo en pantalla es lo único que quedó. El canal, al igual que CN23, emite la señal de UNIFE que cuenta con espacios periodísticos y de interés general la mayor parte del día, junto a emisiones de la IURD durante la tarde y noche. El 1 de septiembre de 2019, DirecTV Argentina retiró de su grilla de programación a 360 TV junto con CN23, sin ningún reemplazo.
El 20 de noviembre de 2020, 360TV cesó sus emisiones en la TDA y de todas las cableoperadoras, siendo reemplazado por el canal latinoamericano Telesur.